# Wang Chung
Wang Chung — британская музыкальная группа Новой Волны, образованная в 1980 году. 

Наибольший успех группа получила в Америке в период с 1984 по 1987. Пять песен вошли в США в топ 40 (в том числе хит «Everybody Have Fun Tonight» №2). На родине группы, в Соединенном Королевстве, в топ 40 попал только один хит — «Dance Hall Days» (№21, 1984). 
 Wang Chung участвовала в двух основных турах по Америке — вместе с The Cars в 1984 и c Тиной Тернер в 1986.  Песня «Dance Hall Days» вошла как саундтрек к игре "Grand Theft Auto: Vice City" на радиостанции «Flash FM» и мультсериалам "Шоу Кливленда" и "Симпсоны" и телесериалу "Полиция Майами".

## Дискография

### Альбомы

#### Студийные
- 1982: Huang Chung
- 1983: Points on the Curve
- 1985: To Live and Die in L.A.
- 1986: Mosaic
- 1989: The Warmer Side of Cool
- 2010: Abducted By The 80's
- 2012: Tazer Up!

#### Компиляции
- 1997: Everybody Wang Chung Tonight: Wang Chung's Greatest Hits
- 2002: 20th Century Masters - The Millennium Collection: The Best of Wang Chung